# Regeneracja części
Regeneracja części – działanie polegające na przywróceniu właściwości użytkowych częściom zużytym lub uszkodzonym. Może ona mieć charakter obróbki kompleksowej, w wyniku której przywraca się częściom wymagany kształt, wymiary, parametry i właściwości niezbędne do dalszej pracy. Stosuje się ją zwłaszcza wtedy, gdy nie ma nowej, zastępczej części lub gdy koszt regeneracji jest mniejszy niż nowa część oraz wtedy, gdy odpad jest uciążliwy dla środowiska (np. opony pojazdów). Często, zwłaszcza w bardziej skomplikowanych urządzeniach, wymienia się tylko jedną lub kilka części urządzenia, maszyny. 
Regeneracja nie obejmuje odtwarzania części (wyprodukowania części), które są ogólnodostępne na rynku i są objęte ochroną  prawa patentowego (przemysłowy wzór patentowy jest jedynym legalnym sposobem na monopol na rynku). Zgodnie z Centrum Informacji o Ochronie Własności Przemysłowej Urzędu Patentowego RP, wytwarzanie takiej części, montowanie i sprzedaż będzie naruszeniem praw ochronnych firmy X do tej części lub urządzenia.
Regenerację prowadzą często wyspecjalizowane firmy w ramach kooperacji. Np. amerykańskie czołgi Abrams zwozi się z całego świata do jednej firmy (w USA) i poddaje regeneracji (wymieniając elementy jezdne, lufę, celowniki itp.), głównie ze względu na trudno pozbywalny pancerz kompozytowy będący mieszaniną elementów z metalu, ceramiki i materiałów wybuchowych.